# Elizabeth Pond
Elizabeth Ann Pond (* 5. Februar 1937 in Westfield, New Jersey) ist eine US-amerikanische Politikwissenschaftlerin, Journalistin und Publizistin. Als Kriegsberichterstatterin während des Vietnamkrieges geriet sie 1970 in Gefangenschaft des Vietkong. Sie war von 2000 bis 2005 Gründungsherausgeberin der außenpolitischen Fachzeitschrift Internationale Politik–Global Edition.

## Leben
Pond studierte am Principia College (Bachelor 1958) in Elsah, Illinois und Internationale Beziehungen, spezialisiert auf die Sowjetunion, an der Harvard University (Master 1963) in Cambridge, Massachusetts.
Von 1958 bis 1960 volontierte sie bei der Tageszeitung The Christian Science Monitor in Boston, Massachusetts. Von 1964 bis 1966 war sie als freischaffende Journalistin für verschiedene Zeitungen und Zeitschriften in Osteuropa tätig. Zurück in den USA, war sie von 1966 bis 1968 verantwortliche Europa-Redakteurin für The Christian Science Monitor in Boston.
Von 1968 bis 1976 arbeitete sie als Auslandskorrespondentin in Saigon (Vietnam), in Tokio (Japan) und in Moskau (Sowjetunion). 1969/70 war sie Fellow der Alicia Patterson Foundation; während des Vietnamkrieges, von Mai bis Juni 1970, geriet sie gemeinsam mit Michael Morrow vom Dispatch News Service und Richard Dudman vom Christian Science Monitor zwischen Saigon und Phnom Penh (Kambodscha) in Gefangenschaft des Vietkongs. Später berichtete sie ausführlich über ihre Erlebnisse als Kriegsgefangene. Von 1977 bis 1988 war sie als Europakorrespondentin für die Fachzeitschrift The Washington Quarterly in Bonn tätig.
1988/89 wurde sie, durch den Twentieth Century Fund gefördert, Research Fellow im International Security Program des Belfer Center for Science and International Affairs an der John F. Kennedy School of Government der Harvard University. 1990/91 bekleidete sie den Warburg Chair für Internationale Beziehungen am Simmons College in Boston.
Als freischaffende Journalistin schrieb sie für überregionale Zeitungen/Zeitschriften und Fachzeitschriften u. a. Foreign Affairs, Survival, World Policy Journal, International Security, Internationale Politik, The Economist, The Washington Post, The Wall Street Journal, Blätter für deutsche und internationale Politik und Die Zeit. 1999/2006 hielt sie die Principia Speakers Series am Principia College in Elsah. Von 2000 bis 2005 war sie Gründungsherausgeberin der englischen Ausgabe von Internationale Politik in Berlin. Derzeit ist sie Non-Resident Fellow am Center for Transatlantic Relations in Washington, D.C.
Sie ist Mitglied des International Institute for Strategic Studies, des Council on Foreign Relations, der Deutschen Gesellschaft für Auswärtige Politik und von Women in International Security.
Pond lebte bis 2021 in Berlin und ist Autorin mehrerer Bücher. Sie wählte ihren Ruhesitz in Princeton, New Jersey.

## Auszeichnungen
- 1969: UCLA Dumont Citation (für ihre Berichterstattung über den Prager Frühling und den Einmarsch der sowjetischen Truppen)
- 1982: Overseas Press Club Citation (für ihre Berichterstattung über das atomare Gleichgewicht in Europa und Rüstungskontrolle)
- 1987: Forum Award (für ihre Serie „Nuclear Power after Chernobyl“)
- 2000: Manfred-Wörner-Medaille
- 2004: Bundesverdienstkreuz I. Klasse

## Schriften (Auswahl)
- From the Yaroslavsky Station. Russia Perceived. 3. Auflage, Universe Books, New York 1988, ISBN 0-87663-536-2.
- After the wall. American policy toward Germany (= A Twentieth Century Fund paper). Priority Press, New York 1990, ISBN 0-87078-323-8.
- Beyond the wall. Germany's road to unification (= A Twentieth Century Fund book). Twentieth Century Fund, New York 1993, ISBN 0-8157-7154-1.
- mit David Schoenbaum: The German question and other German questions (= St Antony's series). St. Martin's Press, New York 1996, ISBN 0-312-16048-8. (deutsche Übersetzung von Tamara Schoenbaum-Holtermann: Annäherung an Deutschland. Die Strapazen der Normalität. DVA, Stuttgart 1997, ISBN 3-421-05065-1)
- The Rebirth of Europe. Brookings Institution Press, Washington D.C. 1999, ISBN 0-8157-7157-6. (deutsche Übersetzung von Klaus-Dieter Schmidt: Die Stunde Europas. Ein Kontinent auf dem Weg zur Weltmacht. Propyläen, Berlin 2000, ISBN 3-549-05827-6)
- Endgame in the balkans. Regime change, european style. Brookings Institution Press, Washington, D.C. 2007, ISBN 978-0-8157-7160-9.